# 小谷城故城遗址
小谷城故城遗址，位于山东省临沂市兰山区义堂镇前城子村，2006年12月7日公布为山东省文物保护单位，2013年3月5日公布为第七批全国重点文物保护单位。